# (172425) Taliajacobi
(172425) Taliajacobi est un astéroïde de la ceinture principale aréocroiseur.

## Description
(172425) Taliajacobi est un astéroïde de la ceinture principale aréocroiseur. Il présente une orbite caractérisée par un demi-grand axe de 2,36 UA, une excentricité de 0,36 et une inclinaison de 21,3° par rapport à l'écliptique.

## Compléments